# Àsia (província romana)
Àsia va ser una província romana que abraçava la part occidental d'Anatòlia, des del mar Egeu fins a Filomèlion. La província va sorgir pel testament del rei Àtal III de Pèrgam l'any 133 aC que va deixar el seu regne a Roma. El bastard Aristonic de Pèrgam es va revoltar i es va proclamar rei l'any 131 aC, però el 129 aC, ja derrotat, es va crear la província pel cònsol Mani Aquil·li assistit pels seus comissionats. Ciceró diu que en formaven part Frígia, Mísia, Cària i Lídia, així com les ciutats gregues d'Eòlia i Jònia i les ciutats dòriques. En realitat Frígia no en formava part perquè era en mans de Mitridates VI Eupator del Pont i quan els romans la van ocupar es va constituir en entitat separada.

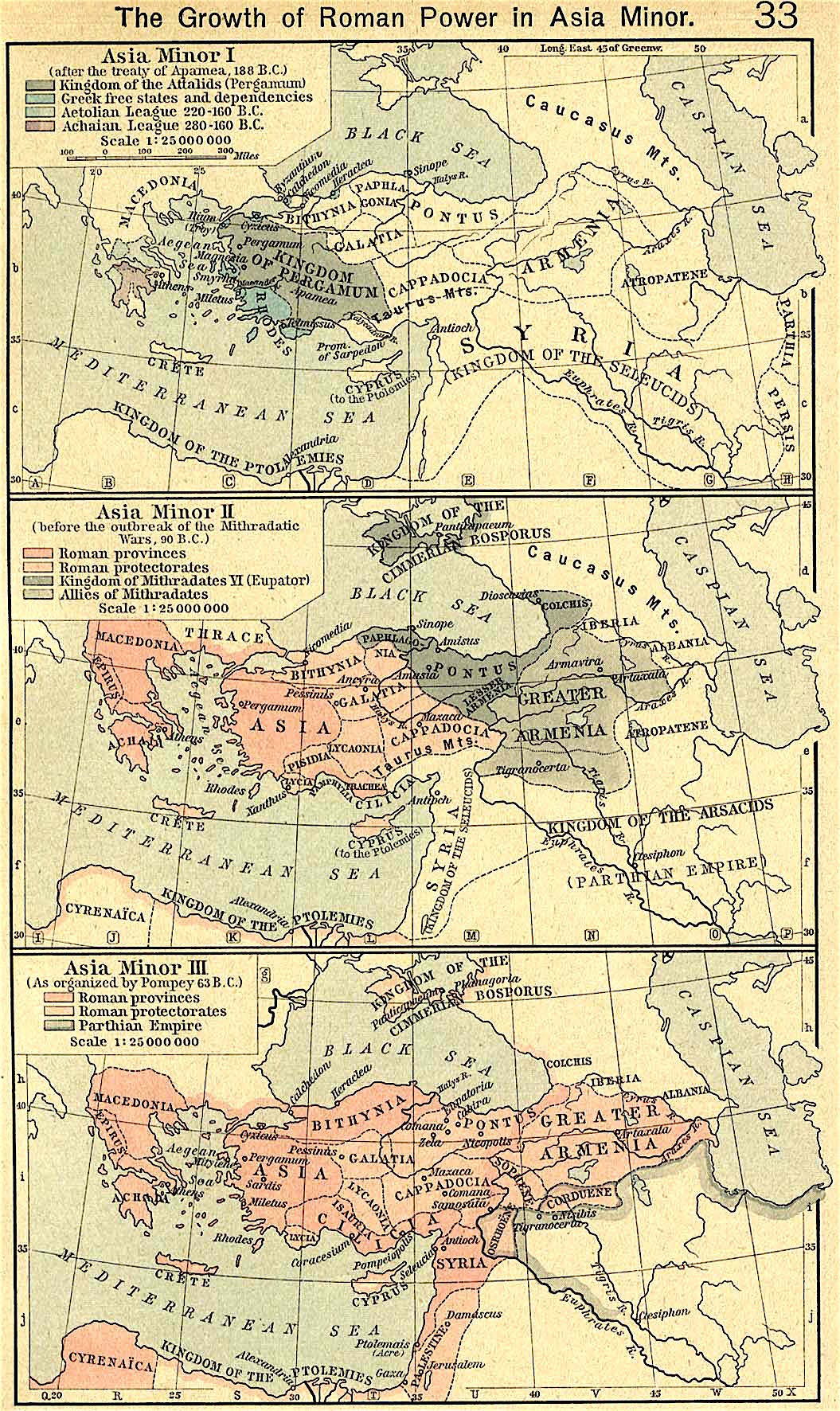
Conquesta romana d'Àsia Menor. Primera divisió de la província d'Àsia.

Durant el període republicà la governava un propretor, anomenat generalment pretor i de vegades procònsol. En temps d'August la província va correspondre al Senat i la governava un procònsol. La regió era molt rica, amb una gran quantitat de recursos naturals.
Luci Corneli Sul·la, després de les Guerres Mitridàtiques va dividir Àsia en 40 districtes (84 aC). La província tenia unes 500 ciutats encara que menys de cent eren importants. La vectigàlia d'aquestes ciutats era recollida a la capital regional però les extorsions dels publicans van fer que Juli Cèsar no els permetés recollir les taxes i va permetre que algunes ciutats es quedessin amb un terç d'allò que havien de pagar als publicans i que poguessin recollir el decumae dels pagesos. Les ciutats petites van quedar llavors dependents de les grans a efectes fiscals i polítics. A les 40 seus regionals hi havia les oficines (ἀρχεῖα 'arkéia', γραμματεῖα 'grammatéia' i γραμματοφυλακεῖα 'grammatophylakéia'), que arxivaven els documents relatius a les taxes, títols de les terres i contractes. Al mateix temps que políticament i fiscalment existien 40 districtes, judicialment Sul·la va crear 10 convents jurídics o diòcesis: Efes, Tral·les, Alabanda, Laodicea (convent de Cibira, amb 25 ciutats), Apamea de Frígia, Sínnada, Sardes (convent de Lídia, que al segle ii es va dividir en els convents de Sardes i de Filadèlfia), Esmirna, Adramítion i Pèrgam. Més tard la divisió de regions va desaparèixer i només va restar la dels convents.
Amb l'imperi les ciutats es van classificar segons el rang: les principals capitals (Efes, Esmirna, Sardes, Pèrgam, Làmpsac i Cízic) eren metròpolis. Efes era la capital provincial. Les ciutats autònomes disposaven d'un notable autogovern i estaven exemptes de taxes (Alabanda, Apol·lònia, Afrodísias, l'illa d'Astipalea, Caune, Quios, Cnidos, Cos, Cízic, Ílion, Magnèsia del Sípil, Mitilene, Milasa, Focea, Samos, Estratonicea, Termera i Teos, i potser també Halicarnàs). Finalment, hi havia les colònies romanes: Alexandria de la Tròada, Pàrion i Tral·les. Les illes de la província van ser convertides en una província diferenciada per Vespasià (Provincia Insularum).
Cap a l'any 395 Àsia es va dividir en sis districtes: 
- Àsia Proconsular, una franja de la costa del Meandre a Assos amb capital a Efes.
- Hel·lespont, capital Cízic.
- Lídia, capital Sardes.
- Frígia Salutaris, la part nord-est de la regió, capital Eucàrpia
- Frígia Pacatiana, la part occidental de Frígia, d'Ancira a Ezanos, capital Laodicea.
- Cària, capital Afrodísias.[3]